# ایرینا دریوگینا
ایرینا دریوگینا (به انگلیسی: Irina Deriugina) ژیمناست زادهٔ ۱۱ ژانویهٔ ۱۹۵۸ میلادی اهل کشور شوروی است.